# Эспера-Фелис
Эспера-Фелис (порт. Espera Feliz) — муниципалитет в Бразилии, входит в штат Минас-Жерайс. Составная часть мезорегиона Зона-да-Мата. Входит в экономико-статистический микрорегион Муриаэ. Население составляет 21 256 человек на 2006 год. Занимает площадь 324,988 км². Плотность населения — 65,4 чел./км².

## История
Город основан 17 декабря 1938 года.

## Статистика
- Валовой внутренний продукт на 2003 год составляет 74 815 035,00 реалов (данные: Бразильский институт географии и статистики).
- Валовой внутренний продукт на душу населения на 2003 год составляет 3575,90 реалов (данные: Бразильский институт географии и статистики).
- Индекс развития человеческого потенциала на 2000 год составляет 0,700  (данные: Программа развития ООН).